# Josefskapelle (Rüstenschwil)

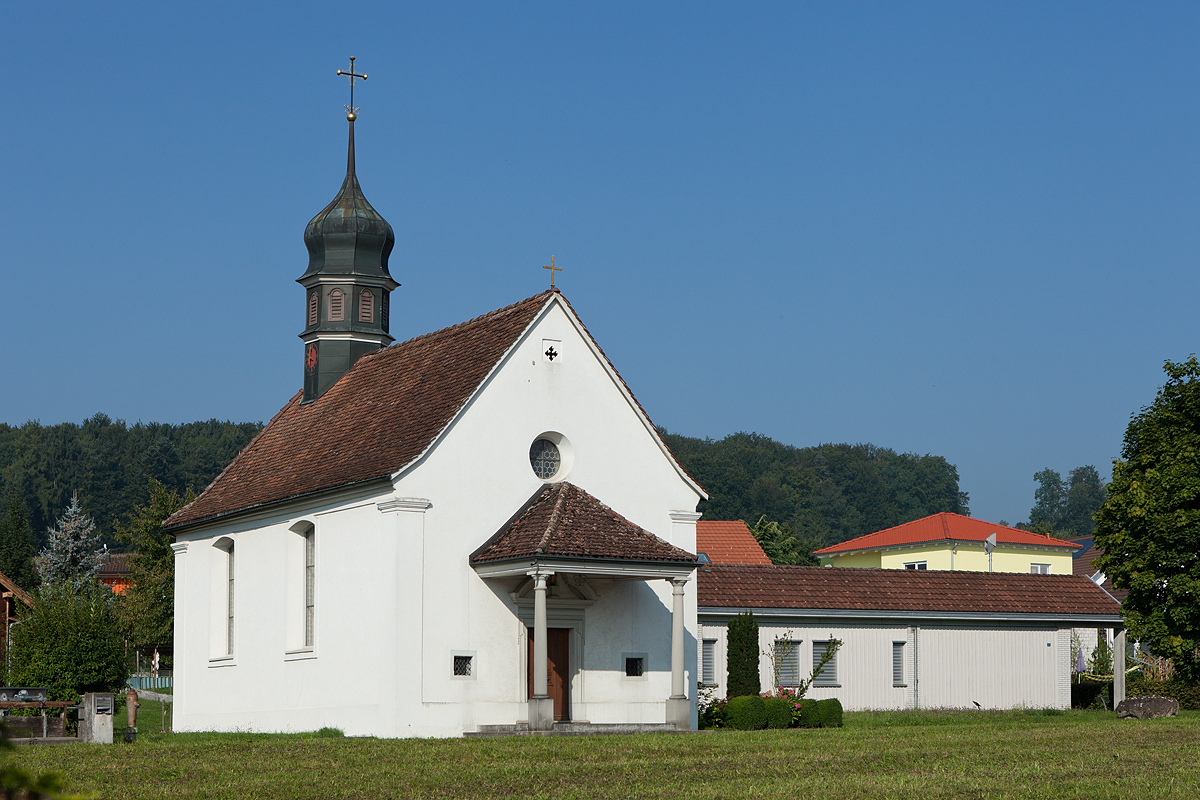
Josefskapelle

Die Josefskapelle ist eine römisch-katholische Kapelle in Rüstenschwil, einem Ortsteil der Gemeinde Auw im Kanton Aargau. Sie entstand Mitte des 18. Jahrhunderts im spätbarocken Stil und ist ein Kulturgut von nationaler Bedeutung.

## Geschichte
1644 erfolgte die erstmalige Erwähnung einer Kapelle in Rüstenschwil, nachdem ein Stifter verstorben war. Gemäss dem Datum auf dem Portal entstand das heutige Gebäude 1755. Die Innenausstattung im Rokoko-Stil, bestehend aus Empore und Stuck-Gewölbe mit Fresken, stammt aus dem Jahr 1792. Ein neuer Altar und neue Stühle kamen 1842 hinzu, neue Altarschnitzereien im Rahmen der Innenrenovation von 1890. Eine weitere Innenrenovation folgte 1926, eine Aussenrenovation 1965/66.

## Bauwerk und Ausstattung
Die rechteckige Kapelle mit Satteldach besitzt zwei Achsen und einen dreiseitig geschlossenen Chor. An dessen Scheitel, unter einem Schleppdach, befindet sich die Sakristei. Das auf toskanischen Säulen ruhende Vordach schützte das Portal. Dieses besteht aus einem Rundgiebel und einer Nische mit einer farbigen Holzfigur des Kapellenpatrons Josef von Nazaret. Die Ecken der Kapelle werden von Pilastern eingefasst, ein Türmchen mit Zwiebelhelm erhebt sich über dem Chor.
Das stichbogige Tonnengewölbe im Innern, der Chorbogen und das Klostergewölbe im Chor ruhen auf einem durchlaufenden, bandartigen Gesims. Die von Joseph Keller gemalten Deckenfresken zeigen im Schiff zeigen die Vermählung und eine Ruhepause während der Flucht nach Ägypten, im Chor die Verkündigung. Seitenmedaillons zeigen den Auwer Kirchenpatron Nikolaus von Myra, die Apostel und den Heiligen Burkard von Beinwil. Im Chorbogen befindet sich eine Kreuzigungsgruppe. Der hölzerne Altar im Chor besteht aus einem Schrein mit Figuren von Maria, Josef und dem Jesuskind, die im 17. Jahrhundert entstanden sind. Die zentrale Nischenfigur aus der Mitte des 18. Jahrhunderts stellt Josef dar, mit Jesuskind im rechten Arm und Hirtenstab in der linken Hand. Vermutlich Werke des Zuger Bildhauers Johann Baptist Wickart sind die Seitenfiguren (Johannes der Täufer mit Kelch und Apostel, Matthias mit Buch und Beil).